# Таппо Мінна Карлівна
Мінна Карлівна Таппо (1893 — 1969, Порховський район Псковської області, Російська Федерація) — радянська діячка, новатор сільськогосподарського виробництва, ланкова льоноводної ланки колгоспу «Красная береза» Порховского району Ленінградської (Псковської) області. Депутат Верховної Ради СРСР 1-го скликання.

## Біографія
Походила з родини естонських наймитів, які приїхали на заробітки в Порховський повіт Псковської губернії. У 1918 вийшла заміж за наймита Рудольфа Таппо, працювала у сільському господарстві. Їхня родина однією з перших вступила в колгосп «Красная береза» Порховского району.
Мінна Таппо працювала дояркою колгоспу, а з 1933 по 1938 рік — ланкововою льонарів колгоспу «Красная береза» Порховского району Ленінградської (Псковської) області.
У лютому 1935 року Таппо обрана делегатом на II Всесоюзний з'їзд колгоспників-ударників. У листопаді 1936 року обрана делегатом від Ленінградської області на VIII Всесоюзний з'їзд Рад, в січні 1937 року — делегатом на XVII Всеросійський з'їзд Рад, на яких приймалися нові Конституція СРСР і Конституція РРФСР.
Однією з перших в 1936 році засвоїла стахановські методи праці на льонотеребильному агрегаті, зібравши рекордний для Ленінградської області врожай льоноволокна. У 1937 році ланка Мінни Таппо отримало по 12,7 центнера льоноволокна з гектара. Таппо була однією із організаторів спеціалізованих ланок льонарів.
З 1938 року — голова колгоспу «Красная береза» Порховского району. У роки німецько-радянської війни була в евакуації в Сталінградській області, де працювала головою колгоспу.
Після війни повернулася в рідний колгосп «Красная береза» (після укрупнення — імені Крупської), де працювала ланковою, телятницею, дояркою. У 1963 році вийшла на пенсію.

## Нагороди
- два ордени Трудового Червоного Прапора (4.04.1939,)
- орден «Знак Пошани» (16.03.1936)
- медалі